# NGC 2845
NGC 2845 é uma galáxia espiral (S0-a) localizada na direcção da constelação de Vela (constelação). Possui uma declinação de -38° 00' 35" e uma ascensão recta de 9 horas, 18 minutos e 36,9 segundos.
A galáxia NGC 2845 foi descoberta em 1 de Fevereiro de 1835 por John Herschel.